# NGC 1685
NGC 1685 (również PGC 16222) – galaktyka spiralna z poprzeczką (SB0-a), znajdująca się w gwiazdozbiorze Oriona. Odkrył ją w styczniu 1850 roku George Stoney – asystent Williama Parsonsa.